# Timothy Kitum
Timothy Kitum (ur. 20 listopada 1994 w dystrykcie Marakwet w Prowincji Wielkiego Rowu) – kenijski lekkoatleta specjalizujący się w biegu na 800 metrów, brązowy medalista olimpijski z Londynu.
W 2011 zdobył brązowy medal mistrzostw świata juniorów młodszych oraz wygrał rywalizację na igrzyskach Wspólnoty Narodów kadetów. Wicemistrz świata juniorów z Barcelony (2012). Brązowy medalista igrzysk olimpijskich z Londynu. W 2017 zdobył srebrny medal IAAF World Relays.
Rekord życiowy: 1:42,53 (9 sierpnia 2012, Londyn).

## Osiągnięcia
| Rok  | Impreza                               | Miejsce     | Konkurencja             | Pozycja    | Wynik   |
| ---- | ------------------------------------- | ----------- | ----------------------- | ---------- | ------- |
| 2011 | Mistrzostwa świata juniorów młodszych | Lille       | bieg na 800 metrów      | 3. miejsce | 1:44,98 |
| 2011 | Igrzyska Wspólnoty Narodów młodzieży  | Douglas     | bieg na 800 metrów      | 1. miejsce | 1:49,32 |
| 2012 | Halowe mistrzostwa świata             | Stambuł     | bieg na 800 metrów      | półfinał   | 1:48,22 |
| 2012 | Mistrzostwa świata juniorów           | Barcelona   | bieg na 800 metrów      | 2. miejsce | 1:44,56 |
| 2012 | Igrzyska olimpijskie                  | Londyn      | bieg na 800 metrów      | 3. miejsce | 1:42,53 |
| 2015 | Igrzyska afrykańskie                  | Brazzaville | bieg na 800 metrów      | 4. miejsce | 1:50,93 |
| 2017 | IAAF World Relays                     | Nassau      | sztafeta 4 × 800 metrów | 2. miejsce | 7:13,70 |